# Ranciéit
Ranciéit ist ein eher selten vorkommendes Mineral aus der Mineralklasse der „Oxide und Hydroxide“ mit der chemischen Formel (Ca,Mn2+)0,2(Mn4+,Mn3+)O2·0,6H2O und damit chemisch gesehen ein wasserhaltiges Calcium-Mangan-Oxid.
Ranciéit kristallisiert im trigonalen Kristallsystem und bildet polykristalline Mineral-Aggregate mit dünnen Lamellen, findet sich aber auch in Form von Stalaktiten und Inkrustationen von schwarzer, silbergrauer oder braunvioletter Farbe mit einem metallischen Glanz auf den Oberflächen. Die Strichfarbe von Ranciéit ist allerdings dunkelbraun. Das Mineral ist im Allgemeinen undurchsichtig und nur in dünnen Splittern braun durchscheinend.

## Etymologie und Geschichte

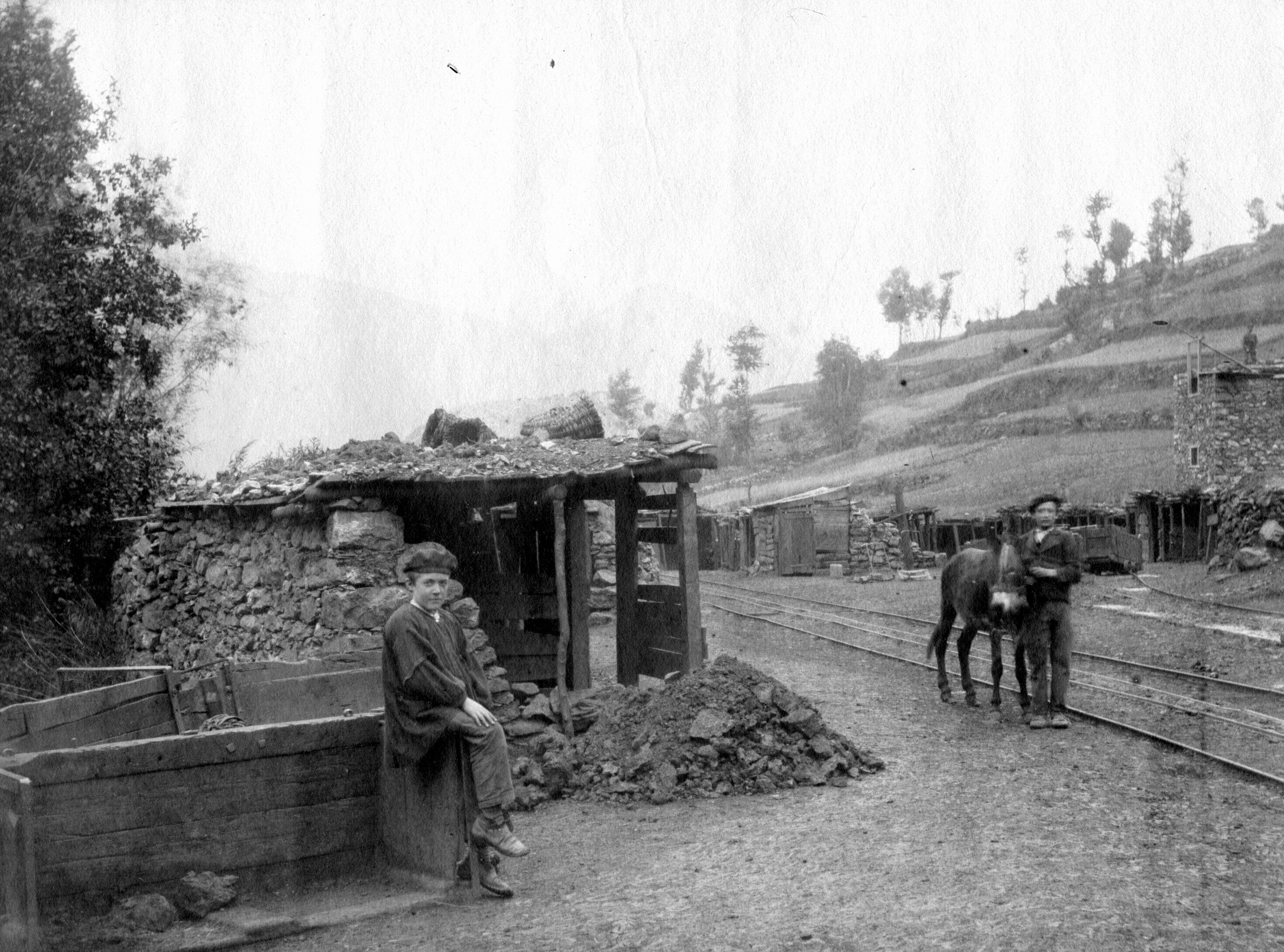
Zugang zur Rancié-Mine im September 1882

Entdeckt wurde Ranciéit in Mineralproben aus der Rancié-Mine bei Sem im französischen Département Ariège (Okzitanien). Die Erstbeschreibung erfolgte 1857 durch den französischen Mineralogen Alexandre Félix Gustave Achille Leymérie, der das Mineral nach dessen Typlokalität benannte.
Das Typmaterial des Minerals wird in der Mineralogischen Sammlung des Muséum national d’histoire naturelle (MHN) in Paris aufbewahrt, ist dort allerdings nicht auf der Liste der Typminerale verzeichnet.

## Klassifikation
In der veralteten 8. Auflage der Mineralsystematik nach Strunz gehörte der Ranciéit zur Mineralklasse der „Oxide und Hydroxide“ und dort zur Abteilung der „Hydroxide“, wo er im Anhang der „Heterogenit-Reihe“ mit der System-Nr. IV/F.04e und den Hauptmitgliedern Grimaldiit und Heterogenit eingruppiert wurde.
Im Lapis-Mineralienverzeichnis nach Stefan Weiß, das sich aus Rücksicht auf private Sammler und institutionelle Sammlungen noch nach dieser alten Form der Systematik von Karl Hugo Strunz richtet, erhielt das Mineral die System- und Mineral-Nr. IV/D.12-10. In der „Lapis-Systematik“ entspricht dies der Abteilung „Oxide mit [dem Stoffmengen]Verhältnis Metall : Sauerstoff = 1 : 2 (MO2 & Verwandte)“, wo Ranciéit zusammen mit Lagalyit und Takanelith eine eigenständige, aber unbenannte Gruppe bildet (Stand 2018).
Die seit 2001 gültige und von der International Mineralogical Association (IMA) zuletzt 2009 aktualisierte 9. Auflage der Strunz’schen Mineralsystematik ordnet den Ranciéit dagegen wieder in die präziser definierte Abteilung der „Hydroxide (ohne V oder U)“ ein. Diese ist zudem weiter unterteilt nach der möglichen Anwesenheit von Kristallwasser in der Verbindung und der Kristallstruktur, so dass das Mineral entsprechend seiner Zusammensetzung und seinem Aufbau in der Unterabteilung „Hydroxide mit H2O ± (OH); Lagen kantenverknüpfter Oktaeder“ zu finden ist, wo es zusammen mit Takanelith die „Takanelithgruppe“ mit der System-Nr. 4.FL.40 bildet.
Auch die vorwiegend im englischen Sprachraum gebräuchliche Systematik der Minerale nach Dana ordnet den Ranciéit in die Klasse der „Oxide und Hydroxide“, dort allerdings in die Abteilung und gleichnamige Unterabteilung der „Mehrfachen Oxide“ ein. Hier ist ebenfalls zusammen mit Takanelith in der unbenannten Gruppe 07.10.01 zu finden.

## Kristallstruktur
Ranciéit kristallisiert im trigonalen Kristallsystem in der Raumgruppe P3 (Raumgruppen-Nr. 147) mit den Gitterparametern a = 2,845 Å und c = 7,485 Å sowie einer Formeleinheit pro Elementarzelle.

## Modifikationen und Varietäten
Ranciéit bildet mit Takanelith eine Mineralserie, bei der das Calcium durch Mangan ersetzt wird.

## Bildung und Fundorte

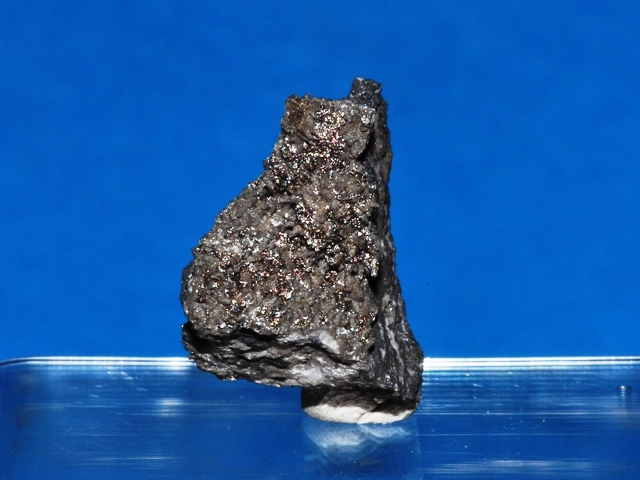
Ranciéit aus der Siresol Mine, Vajo Siresol, Montecchio, Gemeinde Negrar, Venetien, Italien (Größe: 2,2 cm × 3,3 cm × 2 cm)

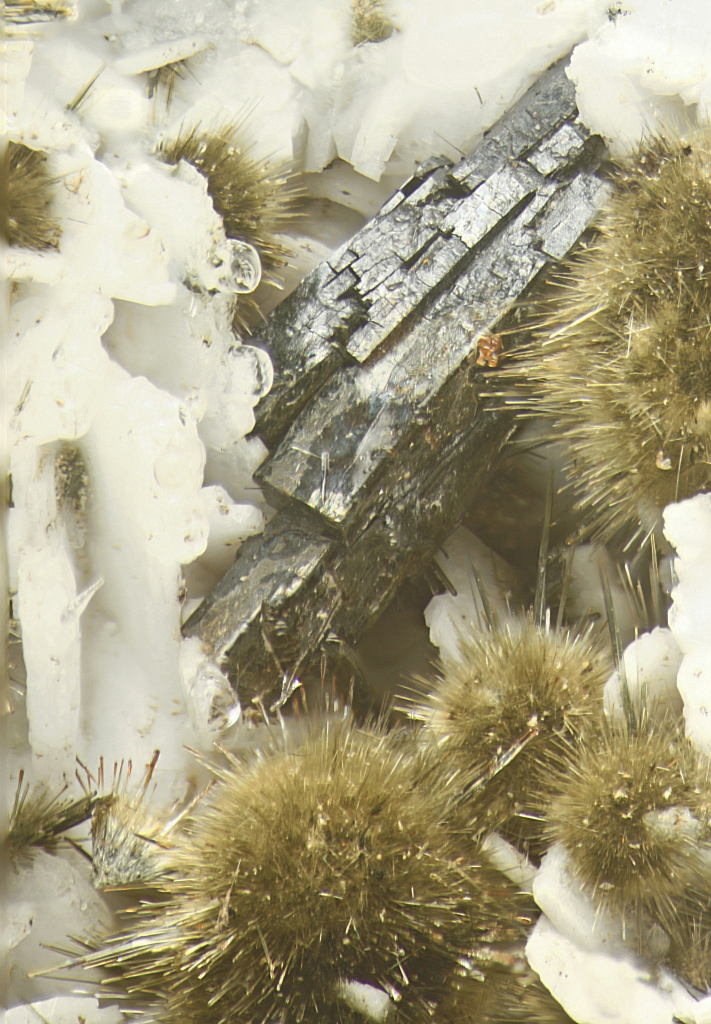
Pseudomorphose von Birnessit/Ranciéit vermutlich nach Serandit aus der Grube Demix-Varennes, Saint-Amable, Québec, Kanada. Die olivgrünen „Igel“ bestehen aus Aegirin (sehr typisch für diesen Fundort). Auf den weißen Mikroklinkristallen sind einige kleine, farblose Tröpfchen von kräftig grün fluoreszierendem Opal zu sehen.

Ranciéit bildet sich durch Verwitterung in Mangan-Lagerstätten, meist in Kalkstein oder Kalksteinhöhlen. Als Begleitminerale können unter anderem Todorokit, Calcit und „Limonit“ auftreten.
Als eher seltene Mineralbildung konnte Ranciéit nur an wenigen Fundorten nachgewiesen werden, wobei bisher rund 190 Fundorte dokumentiert sind (Stand 2021). Neben seiner Typlokalität, der Rancié-Mine bei Sem (Ariège) trat das Mineral in Frankreich noch an weiteren Orten in der Region Okzitanien auf wie unter anderem bei Monthaut und Montauch im Département Aude, in den Batère-Minen bei Corsavy im Département Pyrénées-Orientales, den Manganerzfeldern am Plateau d'Ambulla bei Corneilla-de-Conflent sowie in der Mine Las Costes und im Steinbruch Le Rivet im Département Tarn. Des Weiteren fand sich das Mineral noch in einigen Gruben bei Saphoz (Esmoulières) im Département Haute-Saône in der Region Bourgogne-Franche-Comté sowie bei Lembach im Département Bas-Rhin und an mehreren Orten des Département Haut-Rhin in der Region Grand Est.
In Deutschland fand man Ranciéit bisher vor allem in Niedersachsen, Nordrhein-Westfalen und Sachsen-Anhalt, aber auch an einzelnen Fundstätten wie unter anderem im Steinbruch Moldenberg bei Schnaitheim in Baden-Württemberg, in einem unbenannten Steinbruch bei Hadermannsgrün sowie in der Grube Segen Gottes bei Huckelheim und dem Steinbruch Hartkoppe bei Sailauf in Bayern, auf Abraumhalden eines Kalktagebaus am Kesselsee nahe Rüdersdorf bei Berlin in Brandenburg, am Roßberg bei Roßdorf, in den Gruben Georg und Juno bei Bockenrod (Reichelsheim) sowie bei Hohenkirchen (Espenau) und an der Blauen Kuppe in Hessen.
In Österreich trat das Mineral unter anderem bei Badersdorf im Burgenland, an mehreren Orten in Kärnten und der Steiermark sowie bei Lend in Salzburg auf. In der Schweiz konnte Ranciéit bisher nur bei Frick und Holderbank im Kanton Aargau, bei Tinizong und Ausserferrera sowie am Piz Cam im Kanton Graubünden und bei Saint-Luc im Kanton Wallis gefunden werden.
Weitere Fundorte liegen in Australien, Brasilien, Bulgarien, China, Finnland, Griechenland, Indonesien, Italien, Japan, Kanada, auf den Kanarischen Inseln, auf Kuba, Luxemburg, in Mexiko, Norwegen, Polen, Portugal, Rumänien, Russland, Slowakei, Spanien, Südafrika, Südkorea, Tschechien, Türkei, Ukraine, Ungarn, im Vereinigten Königreich (UK) und den Vereinigten Staaten von Amerika (USA).
Zu den entlegensten Fundorten gehört der Mount Erebus, der zurzeit einzige noch aktive Vulkan in der Antarktis.